# لاما دی پلینیی
لاما دی پلینیی (به ایتالیایی: Lama dei Peligni) یک کومونه در ایتالیا است که در استان کییتی واقع شده‌است.

## خصوصیات
لاما دی پلینیی ۳۱ کیلومترمربع مساحت و ۱٬۴۷۸ نفر جمعیت دارد و ۶۶۹ متر بالاتر از سطح دریا واقع شده‌است.